# Marty Riessen

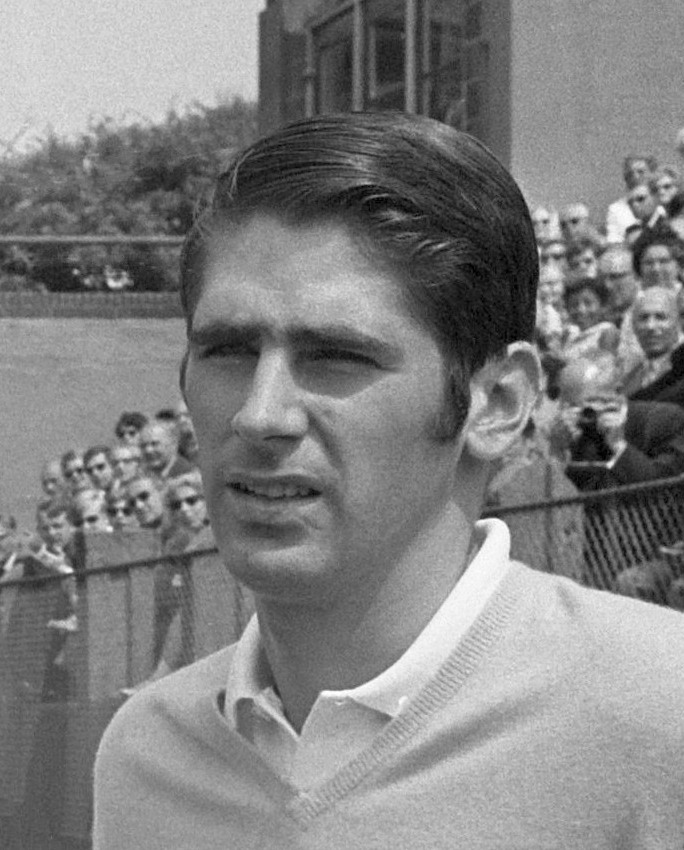
Marty Riessen, 1968.

Martin "Marty" Claire Riessen, född 4 december 1941 i Hinsdale, Illinois, USA, är en amerikansk tidigare professionell tennisspelare. Riessen spelade professionell tennis under 1970-talet och rankades som bäst som nummer 11 i singel (september 1974). Han vann under karriären efter 1968 6 singel- och 53 dubbeltitlar. Bland meriterna märks två Grand Slam-titlar i dubbel och i sju i mixed dubbel.

## Tenniskarriären
Riessen blev proffs som 27-åring men hade dessförinnan som amatörspelare stora framgångar med flera singeltitlar i olika internationella turneringar. Han spelade singelfinal i NCAA-turneringar tre gånger (1962, förlust mot Rafael Osuna, 1963 och 1964, båda gånger förlust mot Dennis Ralston). Han spelade också sju matcher som amatör i det amerikanska Davis Cup-laget (1963, 1965 och 1967) och vann 6 av dem. Som proffs deltog han sporadiskt i laget säsongerna 1973 och 1981 och spelade då totalt 3 matcher men vann bara en av dem.   
Som proffs besegrade Riessen i början av 1970-talet spelare som Rod Laver, John Newcombe och Roy Emerson vid ett flertal tillfällen. Han vann sin första WCT-titel 1971 (Teheran, finalseger över John Alexander) och noterade under 1970-talet finalsegrar över Rod Laver (Québec, 1972), Roscoe Tanner (Milano, 1973), Robert Lutz (Cincinnati, 1974) och Vitas Gerulaitis (Philadelphia, 1975). Sin sista singeltitel vann Riessen 1979 i Lafayette genom finalseger över Pat Du Pré. I GS-turneringar nådde Riessen i singel som bäst kvartsfinal i Australiska öppna och US Open 1971.
Riessen nådde sina största framgångar som dubbelspelare. Han vann Franska öppna 1971 tillsammans med Arthur Ashe och US Open 1976 med Tom Okker. Sex gånger vann han mixed dubbel-titeln i GS-turneringar tillsammans med Australiens Margaret Smith Court. Säsongen 1969 vann paret tre av fyra GS-titlar (Australiska öppna, Franska öppna och US Open). Den allra sista GS-titeln vann Riessen 1980 i US Open i mixed dubbel tillsammans med Wendy Turnbull.

## Spelaren och personen
Marty Riessen är upptagen i Amerikanska tennisförbundets Midwest Hall of Fame.
Under 1970-talet uppkallade rackettillverkaren firma Dunlop en av sina träracketar efter honom (enligt engelska Wikipedia).

## Titlar iGrand Slam-turneringar
- Australiska öppna
  - Mixed dubbel - 1969
- Franska öppna
  - Dubbel - 1971
  - Mixed dubbel - 1969
- Wimbledonmästerskapen
  - Mixed dubbel - 1975
- US Open
  - Dubbel - 1976
  - Mixed dubbel - 1969, 1970, 1972, 1980